# Ноакс, Майкл
Майкл Ноакс (англ. Michael Noakes; 28 октября 1933 — 30 мая 2018) — английский католический художник-портретист.

## Биография
Учился в католической школе в графстве Сомерсет, затем в Королевской Академии Художеств в Лондоне, где получил диплом по дизайну в 1954 году. Основные направления в творчестве: пейзаж и портрет. Президент Королевского Института Живописцев и председатель Сообщества Портретистов. Действительный член Королевского Общества Портретистов и «свободный гражданин» Лондона.
Написал портреты многих известных людей: актеров, писателей, ученых, дипломатов, политиков, бизнесменов, военачальников, церковных прелатов и членов Британской королевской семьи. Награждён платиновым диском за дизайн обложки альбома Френка Синатры(1977), став единственным живописцем, удостоенным такой награды.
Многие его портреты обрели широкую известность, как, например, портрет Королевы Елизаветы II,Королевы-Матери, экс- премьер- министра Великобритании леди Маргарет Тетчер, выдающегося физика-теоретика, лауреата Нобелевской премии Поля Дирака. Ноакс написал портрет действующего Президента США Билла Клинтона в овальном кабинете, став одним из немногих художников, допущенных непосредственно в овальный кабинет.
Однако наибольшее признание Ноакс получил за свои портреты католических прелатов: официальный портрет Папы Бенедикта XVI, портрет Арихиепископа Вестминстера кардинала Базила Хьюма, портрет следующего Арихиепископа Вестминстера кардинала Кормака Мёрфи-О’Коннора, портрет Архиепископа Саутворка Кевина МакДональда и недавно завершенный портрет Епископа Лидс Артура Роше.
Майкл Нояк провел большую часть 1999 года, сопровождая Королеву Елизавету II, делая наброски, скетчи и иллюстрации для книги «Один день из жизни Королевы: записки художника» (англ. The Daily Life of the Queen: An Artist's Diary), которую написала его жена Вивьен и опубликовала в сентябре 2000 года.
В 1976 году Майкл Ноакс был в составе судей на конкурсе красоты Мисс Мира.